# Павловская республика
«Па́вловская респу́блика» (Павловская Речь Посполитая, пол. Rzeczpospolita Pawłowska) — имение Павлово в Виленском повете Речи Посполитой, в котором во второй половине XVIII века были проведены кардинальные социально-экономические реформы, в результате чего в нём было сформировано местное самоуправление.

## Уклад
В 1767 году Павел Ксаверий Бжостовский приобрёл имение Мереч (ныне Меркине в Шальчининкском районе Литвы), которое в честь себя назвал Павлово. Новый владелец, бывший сторонником идей Просвещения, провёл широкие реформы, направленные на улучшение жизни крестьян. В 1769 году с их согласия Бжостовский издал Статут, согласно которому крестьянам предоставлялась личная свобода и право покинуть имение при условии выплаты долгов и нахождения себе замены. Крестьяне были разделены на четыре категории: пеняжники, бояре, тяглые и ектники. Первые три получили крупные хозяйства, за которые несли соответственно денежную, денежно-отработочную и отработочную повинности. В 1786 году практически вся фольварочная (панская) земля была разделена между крестьянами, при этом отработочная повинность была заменена денежной (чиншем). В результате передела земли была ликвидирована чересполосица. Крестьяне получили право безвозмездно пользоваться Меречской пущей, распоряжаться собственным имуществом (в том числе частично землёй), а также заниматься ремеслом и торговлей.
В имении был создан институт местного самоуправления по примеру двухпалатного парламента. Верхняя палата состояла из назначенных Бжостовским губернатора, наместника (писаря), тиуна и арендаторов, а также выборных представителей от крестьян: цензора, бурмистра, двух лавников, двух лесничих, двух мостовничих и десятников. После ликвидации фольварка назначенные владельцем лица потеряли значения и были выведены из состава палаты, в которой по состоянию на 1791 год заседали цензор, подцензор, четыре стражника, бурмистр, четыре десятника (войта), поддесятники, два мостовника (строителя) и четыре лесничих. Для заседаний верхней палаты был специально построен дом.
Павловской республикой была разработана своя денежная система, планировался выпуск собственной монеты.
Нижняя палата, заседания которой проходили под председательством губернатора и отдельно от верхней, состояла из всех самостоятельных хозяев наделов имения. В 1791 году Бжостовский заменил «парламент» на комиссию из 12 чиновников и 8 назначаемых им каждые 4 года «депутатов» от крестьян.
Статут 1769 года для рассмотрения тяжб между крестьянами вводил суд в составе губернатора, писаря, тиуна и двух избираемых крестьянами лавников. Также была учреждена касса, ссужавшая крестьян деньгами, зерном и рабочим скотом. В 1788 году было выделено 30 тысяч злотых на содержание постоянного фельдшера и аптеки. В 1791 году суд был преобразован в еженедельный, состоявший из избираемых лавников. Апелляции на его решения подавались во второй суд из трёх хозяев наделов. За свой счёт Бжостовский оплачивал работу двух учителей для детей и взрослых, а позже открыл школу, в которой преподавалось чтение, письмо, арифметика, религия, география края, основы сельского хозяйства. Учили также пению и давали некоторые практически уроки, в том числе домашнего ремесла. Обучение основам сельскохозяйственной науки со временем было расширено. В 1770 году Бжостовский издал учебник «О земледелии для выгоды хозяев, проживающих в Павлово», ставший первым учебником по сельскому хозяйству в Речи Посполитой, а также учебник для крестьян о болезнях и лекарствах.
Из крестьян мужского пола было организовано войско (милиция), которое подразумевалось использовать для обороны государства. Войско было обеспечено мундирами и оружием одного калибра, хранившихся в домах крестьян. Павловское войско приняло участие в восстании Костюшко, в июне 1794 года его инспектировал и высоко оценил Якуб Ясинский. 3 и 24 апреля Павлово штурмовали российские войска, в конце месяца захватившие имение. В конце 1794 года Бжостовский был вынужден эмигрировать и продать Павлово Ф. Мошинскому на условии сохранения его статуса. В дальнейшем имение перешло в руки других владельцев, существенно повысивших повинности и сокративших права крестьян, однако Павлово ещё долгое время придерживалось основных положений Статута.
Реформы содействовали развитию капиталистических отношений и росту качества жизни крестьян. Большинство помещиков Речи Посполитой встретили их враждебно, а прогрессивно настроенные круги приводили в пример. Отдельные положения Статута Павлово имели параллели и в имениях других помещиков (например, в имении Хрептовича Щорсы), однако в целом положение «Павловской республики» было уникальным.

### Конец республики
После третьего раздела Речи Посполитой (1795 год), понимая, что за поддержку восстания ему грозит наказание, Бжостовский продал имение Павлово, с условием сохранения новым хозяином уклада жизни сельчан. Сохранилась легенда, что за несколько дней до отъезда крестьяне подарили Бжостовскому золотой перстень с благодарственной надписью.
После отъезда Бжостовский в течение пяти лет жил в Дрездене и Риме. По возвращении на родину, пользуясь великодушием победителя — императора Павла, был настоятелем в селе Рукойни близ сегодняшнего Вильнюса.
Имение Павлово перешло в управление других землевладельцев. Они повысили там повинности и ограничили права крестьян, но долгое время придерживались основных положений статута Павлова.